# Gaetano Giorgio Gemmellaro
Gaetano Giorgio Gemmellaro (Catania, 24 febbraio 1832 – Palermo, 16 marzo 1904) è stato un geologo, paleontologo e politico italiano.
Fu senatore del Regno d'Italia nella XVIII legislatura.

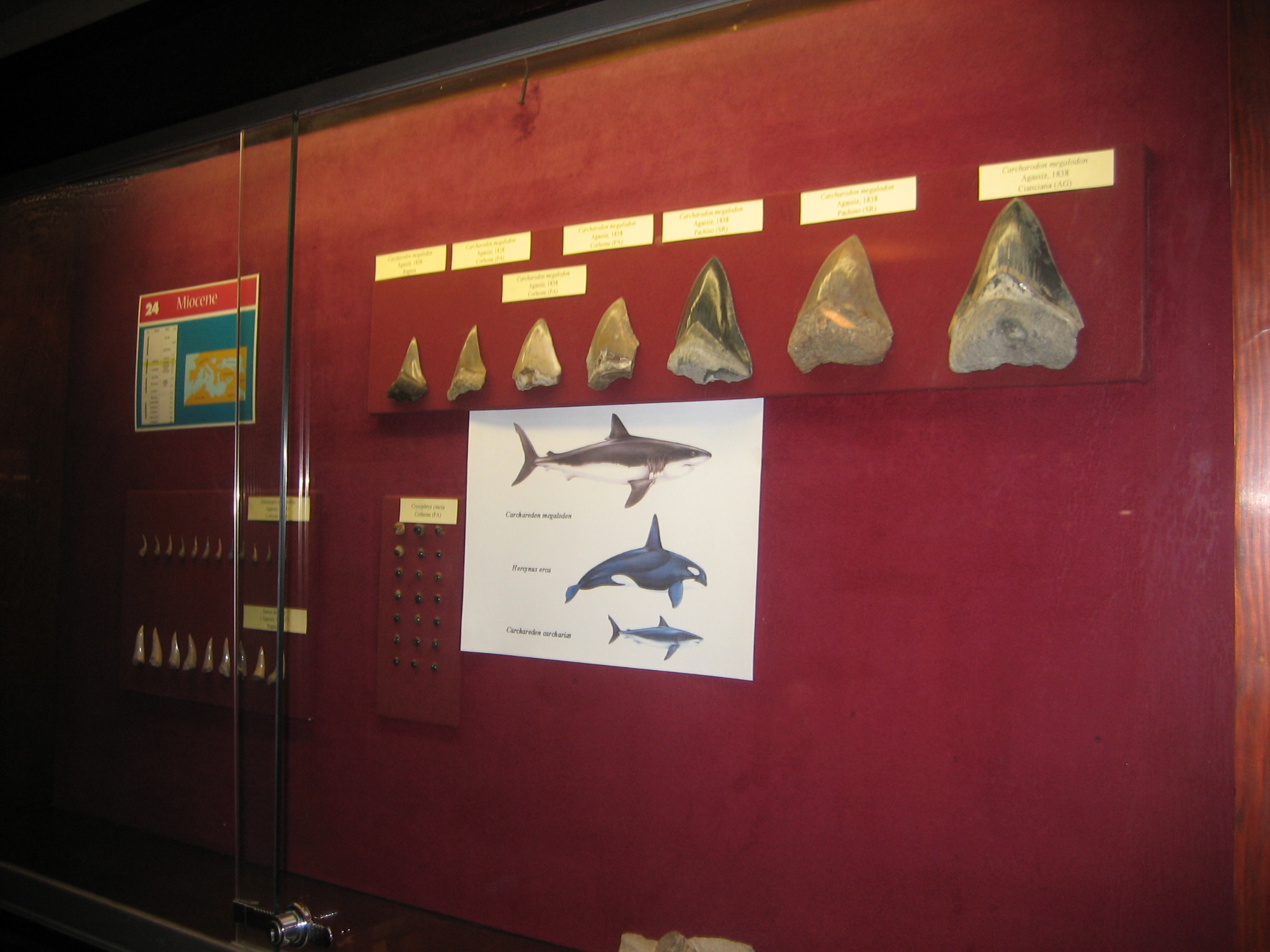
Fossili al museo Gemellaro di Palermo.

## Biografia
Figlio di Carlo Gemmellaro, studiò medicina, specializzandosi in oftalmologia all'Università Federico II di Napoli. Qui conobbe Arcangelo Scacchi, che lo introdusse alle scienze naturali e, in particolare, alla geologia e alla mineralogia, discipline nelle quali Gemmellaro pubblicò una serie di memorie, mediante le quali poté supplire il padre quale docente di geologia all'ateneo di Catania. Nel 1858 fu nominato, nella medesima università, professore straordinario di geologia e mineralogia.
In quegli anni conobbe il geologo inglese Charles Lyell, che lo incaricò di compiere studi stratigrafici sulle lave dell'Etna, in cambio della pubblicazione di due memorie su un periodico della Geological Society of London.
Nel 1860 ricevette dal governo britannico l'incarico di effettuare dei rilevamenti geologici nelle isole Canarie. Durante il viaggio, però, venendo a conoscenza dello sbarco in Sicilia di Giuseppe Garibaldi, decise di rientrare tempestivamente, per unirsi ai garibaldini e prendere parte agli scontri di Catania assieme al fratello Ferdinando. Tale esperienza si riverberò, nello stesso anno, in incarichi politici e accademici, tanto che Antonio Mordini, prodittatore della Sicilia, lo nominò Segretario di Stato alla Pubblica Istruzione e professore ordinario dell'Università di Palermo.
Creò la prima collezione universitaria di geologia e paleontologia fondando, nel 1866, il museo che oggi porta il suo nome. Scoprì strati di fossili paleozoici nella valle del fiume Sosio, che si rivelarono utili per ricostruire il legame genetico degli ammoniti, in comparazione con analogo materiale proveniente dal Tibet, dal Texas e dalle Alpi.
È stato Rettore dell'ateneo palermitano dal 1874 al 1876 e, nuovamente, dal 1881 al 1883. Presidente della Società Geologica Italiana nel 1891, Gemmellaro venne nominato senatore nel 1892.
Sposò Maria Pantaleo dalla quale il 18 dicembre 1879 ebbe un figlio, Mariano, morto precocemente nel 1921 dopo aver seguito le orme del padre presso l'Università di Palermo.